# Каліщук Вадим Володимирович
Вадим Володимирович Каліщук — полковник. Нагороджений орденом «За заслуги» III ступеня за «особисті заслуги у захисті державних інтересів України, зразкове виконання військового і службового обов'язку, високий професіоналізм» (2000).